# Schneeflocke (Heraldik)
Die Schneeflocke, auch als Schneekristall bezeichnet, ist in der Heraldik eine gemeine Figur und gehört zu den neueren Heroldsbildern. 
Die Darstellung im Wappen erfolgt in einer stark stilisierten Nachbildung der natürlichen Kristallform des Schnees in der sechszähligen Sternform. In der alten Literatur ist diese gemeine Figur nicht  bekannt gewesen. In der modernen Heraldik tritt das Schneekristall überwiegend in den Wappen der nördlichen Staaten Europas, wie Schweden, Norwegen und Finnland, auf. Hier wird mit der Flocke im Wappen Bezug auf die meteorologischen Besonderheiten genommen. Somit symbolisiert sie den Winter, mit der Sonne die Jahreszeiten (z. B. Bad Kleinkirchheim, zusammen mit einem Brunnen für die Kursaison), oder örtlich bedeutenden Wintersport (z. B. Saalbach-Hinterglemm, zusammen mit einem Paar Ski, ähnlich in Lillehammer oder Bloke). 
Die Farbgebung erfolgt vorrangig in Weiß oder Silber.

Bad Kleinkirchheim
Bad Mitterndorf
Böxlund/Schleswig-Holstein
Bubach-Calmesweiler/Saarland
Callbach
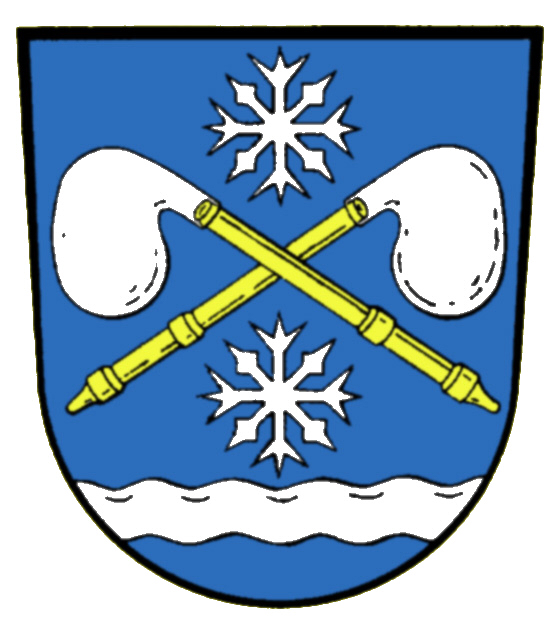
Kehlbach/Frankenwald
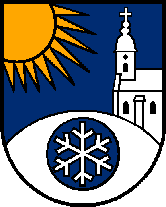
Kirchschlag bei Linz
Kylmäkoski
Lélex
Lumijoki
Mrozy
Mullsjö
Pec pod Sněžkou
Qaasuitsup Kommunia
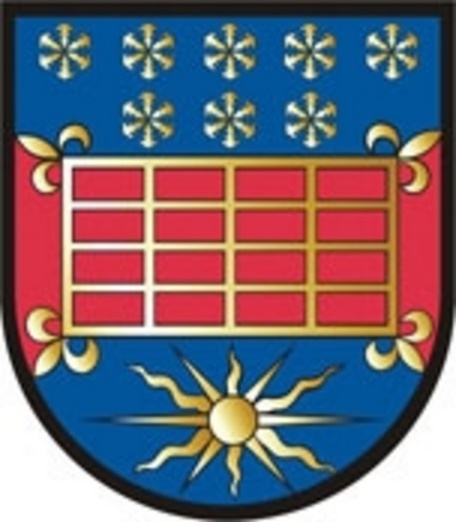
Sankt Lorenzen am Wechsel
Saalbach-Hinterglemm
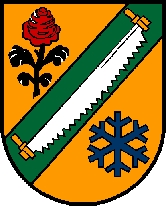
Sandl
Willingen (Upland)